# Aedilis
Az aedilisek alacsonyabb rangú ókori római magistratusok voltak. Hivatali idejük egy évre szólt, és kereskedelmi, közrendészeti valamint vallási funkciókat töltöttek be.

## Aediles plebeii és aediles curules
Az aedilisek neve feltehetően onnan ered, hogy kezdetben Ceres templomának (latin: aedes) gondozása volt a feladatuk. Eleinte ketten voltak, és a plebs választotta őket a saját soraiból (nevük innen aediles plebeii, plebejus aedilisek vagy aediles plebis, a plebs aedilisei), először a tribunusi hivatal megalkotásával párhuzamosan, I. e. 494-ben. Kezdetben csupán a tribunusok segédei, helyettesei voltak, akik különféle gyakorlati feladatokat bíztak rájuk, illetve helyettük foglalkoztak a kisebb jelentőségű ügyekkel. Személyük szintén szent és sérthetetlen (sacrosanctus) volt.
Az aedilisi tisztség hamarosan nagy jelentőségre tett szert. Már I. e. 446-ban ők felügyelték a senatusi határozatokat, amiket addig a consulok akadály nélkül megváltoztathattak, elsikkaszthattak. A plebs gyűlésének (concilium plebis) határozatait (plebiscita) szintén ők őrizték. Ezután fokozatosan bővült az aedilisek jogköre, ez pedig oda vezetett, hogy funkcióikat nehéz lett elkülöníteni a censorokétól. A helyzetet bonyolította az aediles curules (a senatusban helyet foglaló aedilisek) megjelenése I. e. 365-től. Erre azért került sor, mert – Titus Livius szerint – az aediles plebeii nem voltak hajlandóak négy napra meghosszabbítani a ludi maximi háromnapos ünnepségét, mire a senatus törvényt hozott patrícius aedilisek választásáról. Az aediles curulest párhuzamosan választották az aediles plebeiivel, így ettől az évtől fogva négy aedilist tartottak számon.

## Az aedilisválasztás
A plebejus aediliseket kezdetben a comitia centuriata, majd a comitia tributa választotta, ez utóbbi esetben egyszerre az aediles curulesszel. Cicero idejében a választások consuli elnöklet alatt történtek a Mars-mezőn, valamikor júliusban. Az aedilisség korhatára kezdetben valószínűleg 27 év volt, azonban amikor i. e. 180-ban meghatározták az egyes magistraturák betöltésének korhatárát, ezt 36 évre emelték.

## Az aedilisi funkciók
Az aedilisek feladata volt Róma köz- és magánépületeinek felügyelete és karbantartása – magánépületek esetében esetleg lebontatása –, a főváros vízellátásának biztosítása a censorok távollétében, az utak, járdák és szennyvízcsatornák karbantartása és tisztítása. Az aedilisek osztották az olcsó állami gabonát a plebejusoknak, védték az állami földek határait védelme és felügyelték művelésüket. Az adásvételi ügyletek felett teljes körű hatalmuk volt, így ellenőrizték a mértékrendszert, a piacokat és általában a kereskedelmet (innen görögös nevük agoranomoi, piacfelügyelők). Az aedilisek mindemellett a vallási események szervezéséért, a régi hit megóvásáért és a közbiztonságért – így a fürdők és szórakozóhelyek, bordélyok rendjéért – is feleltek. Ilyen szerteágazó feladatok mellett nem csoda, hogy az aedilisek munkáját sokan segítették (írnokok, hírnökök, kikiáltók stb.). A szabályszegőket megbírságolhatták, a beszedett pénzt pedig közcélokra használták fel.
Az aedilis curulisok emellett jogosultak voltak rendeleteket hozni a kereskedelemmel (főleg a rabszolgák adásvételével) kapcsolatban, melyek irányadóul szolgáltak a plebejus hivatalnoktársaik számára is. Emellett toga praetextát viselhettek, és curulisi méltóságok voltak (azaz helyet foglalhattak a királyság idejéből fennmaradt trónuson, amikor felszólaltak a senatusban). Emellett bizonyos ünnepségeket csak ők rendezhettek (ahogy a plebejus aediliseknek is megvoltak a különbejáratú rendezvényeik). Ők is sacrosanctusok voltak.
Az aedilisek megválasztásuk után öt napig várhattak a városrészek elosztásával, ami sorsolás útján történt. Miután az ünnepségek rendezése is az aedilisek feladata volt, sokuk – főleg a Második pun háborútól kezdődően – a népszerűség hajhászására és a jövőbeni szavazatok biztosítására használta fel hivatali évét, és óriási pénzeket ölt különböző játékok rendezésébe és egyéb népszerű intézkedésekbe (például maga Julius Caesar, Publius Cornelius Lentulus Spinther, vagy Marcus Aemilius Scaurus).

## Aedilisek a császárkorban
Julius Caesar hatra emelte az aedilisek számát azzal, hogy még két plebejus aedilist nevezett ki. Ezek neve Cerealis volt, és Róma gabonaellátásáért feleltek. Az Augustus idején létrehozott praefectus annonae-i hivatal nagyjából hasonló feladatokat látott el, mindazonáltal a Cereales legalább egészen III. Gordianus császár koráig, tehát a 3. század első harmadáig fennmaradtak.
A többi aedilist is megválasztották a császárkorban, azonban funkcióik szintén beszűkültek, más tisztviselők vették át őket. Így a közbiztonságot Kr. e. 31 után a praefectus urbi felügyelte Rómában, az utakat a főváros környékén a curator viarumok, Rómában pedig a quatuorvirek ellenőrizték. Eleinte a tűzoltás megmaradt az aedilis curulisok feladatai között, sőt e célra 600 rabszolgát kaptak Augustustól, azonban hamarosan a praefectus vigilumok vették át ezt a feladatot. A vízvezetékek, kutak és csatornák karbantartása a curator alvei Tiberisek feladata lett, sőt kinevezték a közmunkák curatorát is (curator operum publicorum). A vallás feletti bábáskodást maguk a császárok gyakorolták, így az aedilisséget eredeti, alapvető szerepétől fosztották meg. Nem is csoda, hogy aedilisnek lenni nem jelentett nagy megtiszteltetést, és hamarosan sorsolással töltötték be a tisztséget a quaestor- és tribunusviselt emberek közül. Az utolsó fényes aedilisi év Marcus Vipsanius Agrippa nevéhez köthető, aki önként jelentkezett a magistraturára, majd saját vagyonából  nagyarányú építkezéseket hajtott végre.